# Starman (компания)
Starman (TASE: SMN1T) — эстонская телекоммуникационная компания, оказывающая услуги кабельного телевидения, стационарной телефонной связи и доступа в Интернет. Сейчас Starman обслуживает более 130 тыс. клиентов (2007). В зоне кабельной сети компании проживает около 43 % эстонских семей. На данный момент в её обороте 15 % приходится на долю телефонии, остальной доход приносят услуги телевидения и доступа в Интернет.